# الکابو (داکوتای شمالی)
الکابو، شمال داکوتا (به انگلیسی: Alkabo, North Dakota) یک منطقهٔ مسکونی در ایالات متحده آمریکا است که در داکوتای شمالی واقع شده‌است.

## خصوصیات
الکابو ۶۶۶٫۹۱ متر بالاتر از سطح دریا واقع شده‌است.